# 동행자 (닥터 후)
이 문서에서는 영국 BBC에서 제작하고 있는 SF 드라마 《닥터 후》에서 닥터의 여행 중 같이 데리고 다니는 동행자들을 설명한다. 정확한 동행자의 기준은 "닥터가 자신이 다니는 여행의 '동행자'로써 대상을 인지하고 있거나, (어떤 연유에서든) 그와 함께 1회 이상 여행/모험하면서 비중있는 역할을 수행한 자"이다. 하지만, 2005년 이후 시리즈에서 다양한 인물들이 유기적으로 얽히고 섥히게 되면서 해당 기준의 적용에 무리가 따르게 되었고, 규정의 적용은 유연하게 바뀌었다.
닥터의 동행자들은 대개 여성이며, 간혹 남성이나 아이도 포함된다. 가장 처음 닥터의 동행자로 등장한 사람들은 닥터의 손녀 수전 포먼과 그녀의 학교 선생님이었던 바버라 라이트와 이언 체스터턴이었다. 닥터의 동행자로 나섰던 인물 중에는 UNIT의 준장 (레스브리지스튜어트) 도 있었고, 불량 학생 (에이스) 도 있었는가 하면, 동료 타임 레이디 (로마나 I, II) 와 로봇 개 (K-9 I형, II형) 도 있었다.
일러두기
- 아래의 문서에서는 2005년부터 시작된 새 시리즈의 동행자들과 그들의 주변 인물을 소개한다. (클래식 시즌의 동행자는 영어판 참조)
- 실제 역사속에 등장하는 인물들은 제외하였다.
- 타디스를 타고 1회 이상 여행한 사람은 이름 옆에 * 표시를 하였다.

## 주요 동행자

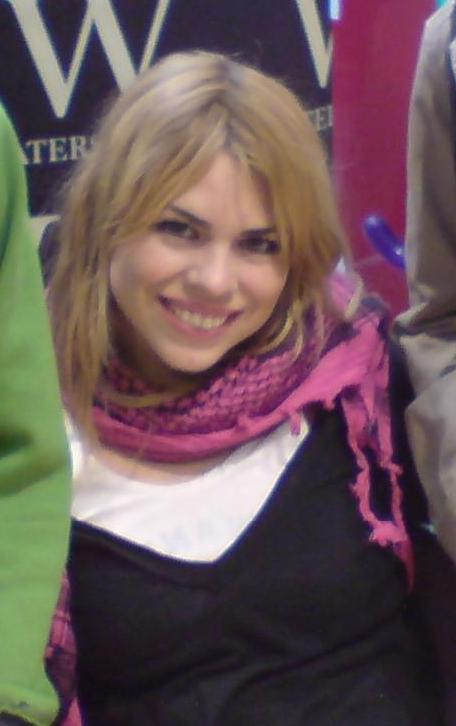
로즈 타일러 역의 빌리 파이퍼

- 로즈 타일러 (Rose Tyler) * | 빌리 파이퍼 (성우 : 오길경)

런던에 한 백화점에서 일하는 평범한 여직원으로 나이는 19살이다. 평범한 인생을 살고 있었으나 위기에 처했을 때 닥터의 도움으로 살아난 후 닥터의 파트너로써 함께 시간 여행을 하고 있다. 대담한 성격과 다정한 마음으로 닥터의 신뢰를 받는다. 닥터가 달렉들 사이에서 최후의 일전을 벌이고 있을 때 로즈는 타디스의 심장부를 열어 시간 소용돌이를 빨아들이기도 했다. 사이버맨과 달렉 간의 싸움인 카나리워프 전쟁에 휩쓸려 평행 지구로 떨어졌었으나, 시즌 4에서 우주의 위기를 해결하기 위해 다시 닥터의 세계로 돌아온다.
시즌2 에피소드 13 Doomsday(최후 심판의 날)에서 Canary Wharf 전쟁에 휩쓸려 평행 우주의 또다른 지구인 Cybernetics Earth로 보내지면서 닥터와 이별하게 되었다.
닥터와 동행하며 쌓은 지식 덕분에 Cybernetics Earth의 토치우드에서 활동하다가 시즌4에서는 달렉의 음모를 막기 위해 닥터가 있는 평행 우주의 지구로 잠시 돌아온다. 닥터를 도와 달렉을 물리친 뒤 닥터의 잘린 손에서 태어난 반인닥터와 함께 Cybernetics Earth로 돌아감으로써 닥터와는 다시 이별한다.
2009년 크리스마스 스페셜 [The End of Time - 2]에서는 죽음(재생성)을 앞둔 10대 닥터가 2005년 1월 1일로 가서 아직 자신을 만나기 전의 로즈에게 말을 걸기도 한다.
- Martha Jones (마사 존스) * | 프리마 아기에먼 (성우 : 조진숙)

의사 지망생으로, 우연히 사건 때문에 병원에 온 닥터와 만나게 된 후 닥터의 동행자로써 여행을 함께하게 된다. 마스터의 음모로 인류가 멸망할 위기에 놓이자 닥터의 지시대로 닥터를 부활시켜 인류를 구했으며, 이후 닥터를 떠나 의사 공부를 마치고 UNIT군의 일원이 되며, 캡틴 잭의 부탁을 받고 토치우드의 사건들을 해결하는데도 도움을 준다. 이후 달렉의 지구 침공을 무사히 이겨낸 뒤에는 UNIT 을 그만두고 프리랜서로 활동하게 된다.
마스터의 음모로 인류가 멸망할 위기에 놓이자 닥터의 지시대로 그를 부활시켜 인류를 구했다. 이후 자신의 꿈을 위해 닥터와 이별했다. 닥터와의 이별 후 의사가 되었으며 DOCTOR Jones란 명칭을 가진 UNIT의 일원이 된다. 닥터후 시즌4 에피소드4 "THE SONTARAN STRATAGEM", 에피소드5 "THE POISON SKY"에 등장하여 'Blue Sky'작전을 지휘하는 등 시즌3 때와 다른 면모를 보여준다. 이후 시즌4 에피소드12 "THE STOLEN EARTH"와 에피소드13 "JOURNEY'S END"에 재출연하여 '오스터하겐 키'를 사용하려 한다.
또한 닥터후의 스핀오프 드라마인 Torchwood 2 에피소드 6~8에서 등장한다.(닥터후의 스핀오프 드라마 'Torchwood'와 연관)
이후 [The End of Time - 2]에선 로즈 타일러의 옛 연인인 미키 스미스와 결혼한 것으로 나온다.
- Donna Noble (도나 노블) * | 캐서린 테이트 (성우 : 소연 (시즌 3), 강희선 (시즌 4~2008-2010 스페셜))

결혼식 도중 얘기치 못하게 타디스로 빨려들어온 여인이다. 그 후 닥터와 이별하지만, 이내 후회하고 오랜 시간 닥터를 찾아다니다 결국 닥터를 만나 함께 여행을 다닌다. 이후 도나가 닥터와의 보이지 않는 시간 인과에 묶여있는 중요한 존재임이 밝혀지며, 시코락스 사건과 달렉의 침공, 그리고 갈리프레이의 부활 등의 중대한 사건에서 활약하게 된다. 달렉 침공 과정에서 도나는 재생성 에너지를 흡수해 반인 타임로드인 '닥터-도나' 가 되지만, 부작용이 우려돼 이내 기억을 소거 당한 채 돌려보내지게 된다.
시즌4 마지막 편에서 타디스가 파괴되는 도중 재생성 에너지로 가득차 있던 닥터의 잘린 손을 만져 반인 반타임로드인 또 다른 닥터가 태어난다. 도나 또한 일부는 인간, 일부는 타임로드인 새로운 존재로 바뀌면서 닥터의 장점을 모두 흡수해 마지막에 모두를 구한다. 그러나 인간의 뇌로 타임로드의 지식을 모두 흡수한다는 것은 위험해 닥터가 기억을 봉인해 버리고 평범한 여인으로서 21세기 지구에 돌아갔다.
이후 [The End of Time]에서 마스터를 보고 기억이 돌아오지만 닥터가 쳐 놓은 방어막으로 인해 되살아난다. 이후 결혼에 성공한다.

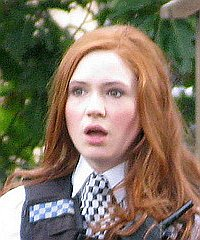
에이미 폰드 역의 캐런 길런

- Amy Pond (에이미 폰드) * | 캐런 길런 (성우 : 김지혜)

7살 때 집안 마당으로 떨어진 닥터를 만나 14년을 기다린 끝에 동행자로써 함께하게 된다. 로리 윌리엄즈와 함께 최초의 '부부 동행자'라는 기록을 가지고 있다. 21살이며 직업은 키스 배달부 (파티에서 주인공에게 키스해주는 직업)이다. 집 안에 타디스의 폭발 때문에 생긴 시간의 틈이 있어 자라는 동안 그대로 시간의 소용돌이가 에이미의 머릿속에 들이부어졌다. 제 2의 빅뱅이 일어나고 지워져가는 닥터의 시간을 '기억해 냄' 으로써 되살렸으며, 이후 리버 송이 닥터와 결혼하면서 닥터의 장모가 된다.
시즌 5의 시작에서 어린 나이일 때 닥터와 만나 새로운 모험을 꿈꾸었으나 닥터가 시간의 틈에서 약간 먼 미래로 떨어지는 바람에 12년 후 성인이 되어서야 닥터와 재회했으며, 그 때까지 에이미는 그를 자신의 상상속의 친구라고 생각했다. 다시 2년 후 로리와의 결혼식 전날 밤 닥터를 만나 그와 함께 시간여행을 떠난다. 이후 닥터와의 모험에서 로리의 사랑이 얼마나 깊은가를 깨달으며 그와 결혼을 하는 것으로 시즌5가 결말 지어진다.
이후 시즌 6에서 닥터의 두 번째 초대장을 받고 떠난 미국에서 만난 닥터가 의문의 우주비행사에게 살해 당하는 것을 보았고, 이후 이 사실에 대해서 조사하기 위한 여행 도중 납치되어 "데몬스 런(시즌6)"에서 아이를 낳는다. 아이의 이름은 멜로디 폰즈. 하지만 감마 숲의 언어로는 호수(Pond)라는 뜻의 단어가 없었고, 숲의 물은 유일하게 강(River)이라는 사실을 알게 된다. 즉, 감마 숲의 언어로는 호수의 음율(멜로디 폰드)이 강의 노래(리버 송)라 번역된다는 것을 알게 되고, 리버 송 교수가 자신들의 딸이라는 사실을 알게 된다.
- Clara Oswald(클라라 오스왈드)*| 제나 콜먼 (성우 : 안찬이)

달렉 수용소에서 달렉화된 그녀를 처음 본 후 빅토리아 시대 그녀를 다시 보게 된 닥터. 하지만 달렉 수용소에서 본
오스윈은 이미 수용소와 함께 사라졌고 빅토리아 시대의 그녀도 닥터와 사건 해결하자마자 숨을 거둔 후. 두 클라라의 유사성을 유심히 살펴본 닥터는 오스윈의 비밀을 찾고자 현대 영국에서 그녀를 다시 찾는다.
달렉 수용소의 오스윈 오스왈드와 빅토리아 시대의 클라라는 서로 많은 점을 공유하나(담당 배우가 같고, 취미로서 수플레 만들기를 좋아하는 성격 등) 별개의 인물로,  시즌 7의 6화부터 21세기에 사는 클라라 오스왈드가 동행자로 등장한다. 훗날 이런 도플갱어 현상은 <The Name of the Doctor>에서 '위대한 지성체'라는 이름의 외계인이 닥터를 죽이기 위해 닥터의 타임라인에 뛰어들어 닥터 인생의 모든 순간마다 닥터를 죽이려 하자 그것을 패배를 막기위해 닥터의 타임라인으로 뛰었들었기 때문임이 밝혀진다. 클라라 오스왈드는 가장 많은 닥터를 만났던 동행자이기도 하다.

## 기타 동행자

### 9-10대 닥터

#### 로즈의 가족과 친구들
- 재키 타일러 (Jackie Tyler) * | 커밀 코두리 (성우 : 안경진)

로즈의 어머니로 수다스럽고 때론 속물근성도 보이지만 진심으로 로즈를 아끼고 있다. 로즈가 갓난아이일 때 남편을 잃고 홀로 로즈를 키워왔다. 닥터와 여행하는 것이 로즈에게 위험하다는 걸 알고 처음에는 무척 반대했지만, 점점 닥터를 신뢰하게 되면서 함께 여행하는 것을 허락했다.
- 피터 타일러 (Pete Tyler) | Shaun Dingwall (성우 : 오세홍)

로즈가 갓난아기 때 뺑소니 자동차 사고로 죽은 아버지이다. 항상 엉뚱한 발명에 몰두해 집안을 돌보지 않아 재키와 싸우는 일이 잦았으나 피트가 사망한 후 재키가 많이 그리워하는 모습을 보였다. 시즌2 에피소드 05~06에서 평행 지구인 Cybernetics Earth에는 또 다른 피트 타일러인 'Peter Tyler'가 성공한 사업가로 존재하고 있었다.
- 미키 스미스 (Mickey Smith) * | 노엘 클라크 (성우 : 한호웅 (시즌 1), 윤동기 (시즌 2,4), 홍진욱(2008-2010 스페셜))

로즈의 남자친구로 자동차 정비 공장에서 일하고 있다. 상냥한 성격이지만 소심하고 겁이 많으며, 일편단심 스타일이다. 한때 로즈가 닥터와 함께 사라지자 로즈를 살해했다는 누명을 쓴 적도 있었다. 국방부 컴퓨터를 해킹하는 등 컴퓨터 및 전자기기를 능숙하게 다룬다. 학교에 침입한 크릴리테인 사건을 해결한 뒤부터 닥터, 로즈와 함께 시간 여행을 하기 시작했다. 하지만 나중에는 인간 닥터와 결혼한 로즈를 뒤로 하고 마사를 아내로 맞이하게 되었다.
- Adam Mitchell (애덤 미첼) * | Bruno Langley(성우 : 김승태)

로즈가 여행중 만난 친구. 엄청난 천재이나, 그 천재성을 잘못된 곳에 이용하다가 타디스에서 추방되었다.

#### 마사의 가족
- Clive Jones (클라이브 존스) | Trevor Laird (성우 : 노민)

- Francine Jones (프랜시스 존스) | Adjoa Andoh (성우 : 임은정)

- Leo Jones (리오 존스) | Reggie Yates (성우 : 김우정)

- Tish Jones (티시 존스) | 구구 음바타로 (성우 : 구민선)

#### 도나의 가족
- Wilfred Mott(윌프레드 모트) * | 버나드 크리빈스 (성우 : 김정호 (시즌 4), 황원 (2008-2010스페셜))

도나 노블의 외할아버지. 도나의 엄마인 실비아 노블과는 달리 도나를 이해하고 아껴준다. 신문 가판대에서 일하는 그는 크리스마스 타이타닉 사건 때 닥터와 처음 대면했으며, 달렉이 지구에 침공했을 때는 페인트 총을 들고 싸우기도 했다. 이후 갈리프레이의 부활 사건 때 지구에서 유일하게 마스터에 대한 악몽을 잊지 않고 닥터를 찾아 도움을 요청한다. 10대 닥터의 죽음과 깊은 연관을 지니는 중요한 인물이다.
- Sylvia Noble (실비아 노블) | 재클린 킹 (성우 : 임수아)

도나 노블의 엄마로 처음에는 도나와 서먹서먹한 사이였으나 나중에는 서로를 이해하게 된다.
- Geoffrey Noble (제프리 노블) | 하워드 앳필드 (성우 : 박상일)

도나 노블의 아버지며 젊은 나이에 사망했다. 10대 닥터가 그를 만나 복권을 빌린다.

#### 토치우드 팀
여기서는 《닥터 후》에 출연했던 인물들만 언급한다.
- Captain Jack Harkness (캡틴 잭 하크니스) * | 존 배로먼 (성우 : 홍성헌 (시즌 1), 홍진욱 (시즌 3 ~ 2008-2010 스페셜, <토치우드> 시즌 4))

51세기에서 건너온 시간 여행자로 전직 시간요원이었다고는 하지만, 주로 다른 시간요원들을 상대로 사기를 치는 사기꾼이었다. 사기를 치던 과정에서 문제가 생겨 닥터 일행에게 도움을 받으며 닥터와 동행하게 되었다. 위성채널 5에서 달렉에 의해 사망하지만, 시간의 소용돌이를 흡수한 로즈에 의해 다시 살아나 불사의 몸을 갖게 되었다. 이후 토치우드에 들어가 카나리워프 전쟁 이후 재편된 토치우드의 제 3 팀 지휘관이 되었으며, 이후 51세기까지 '보의 얼굴' 로써 살다 15번째 신 지구의 사람들을 살리려고 자신을 희생한다. 양성애자로 마음에 드는 남성이나 여성에게 적극적으로 구애하는 버릇이 있다.
시즌1 에피소드 13 the parting of the ways (이별)에서 Dalek과 싸우다 죽으나 시간의 소용돌이를 흡수한 로즈에 의해 다시 살아나 불사의 몸을 갖게 되었다. 시즌3 마지막에서 닥터와 마사에게 자신이 예전에 '보의 얼굴'이란 별명을 가졌었다고 말한다. 이후 혼자 19세기로 돌아와 살아가다가 Torchwood Three의 리더가 된다. (닥터후의 스핀오프 드라마 'Torchwood'와 연관) 후에 Torchwood 시즌 3에서 우주로 간 뒤 모습이 [The End of Time - 2]에 나오기도 한다.
- Ianto Jones(얀토 존스) | 개러스 데이비드로이드 (성우 : 유호한)

토치우드 인스티튜트에 상주하는 일반 지원 장교로 캡틴 잭에게 주목할 만한 매력을 자주 발산하는 인물이다.
- Gwen Cooper(그웬 쿠퍼) | 이브 마일스 (성우 : 차명화 (시즌 4), 이선 (토치우드 시즌 4))

토치우드 기관에서 근무하는 영웅적 여성 캐릭터로 유일하게 닥터 후와 토치우드에 동시에 출연한 여경이다.

#### 사라 제인과 가족
여기서는 《닥터 후》에 출연했던 인물들만 언급한다.
- Sarah Jane Smith (사라 제인 스미스) * | 엘리자베스 슬레이든 (성우 : 손정아 (시즌 2, 2008-2010 스페셜), 안경진 (시즌 4))

지구에 유폐되어있던 3대 닥터 시절 닥터가 은신하던 UNIT의 브리게이더 대위의 비서로 근무하던 여성이었다. 닥터가 유폐에서 풀려나면서 함께 여행하게 되었고, 3대 닥터의 죽음을 눈앞에서 목도하기도 하였다. 이후 4대 닥터와 긴 시간을 함께 여행했으며, 1,2,5대 닥터를 만나기도 했다.
영국의 저널리스트. UNIT이 주관하는 과학자들의 모임에서 과학자들이 사라지자 이를 취재하기 위해 잠입했다가 닥터를 만나게 된다. 이후 닥터와 함께 여행하게 되었고, 3대 닥터의 죽음을 눈앞에서 목도하기도 하였다. 4대 닥터와 긴 시간을 함께 여행했으며, <The Five Doctors>에서는 1,2,5대 닥터를 만나기도 했다. 닥터의 곁을 떠난 뒤에는 닥터가 남기고 간 K-9 III형을 데리고 홀로 살았으며, 프리랜서 기자로써 지역의 수상한 사건들을 조사하며 보냈다. 비정상적으로 놀라운 성적을 내는 학교를 조사하던 중 10대 닥터와 다시 만났고, 이후 루크 스미스라는 양아들과 근처 동네 아이들, 미스터 스미스라는 슈퍼 컴퓨터와 함께 외계인으로부터 지구를 지키고 있다. 클라라 다음으로 가장 많은 닥터 (1,2,3,4,5,10,11대)를 만난 동행자이기도 하다.
- Luke Smith (루크 스미스) | 토미 나이트 (성우 : 윤동기 (시즌 4), ? (2008-2010 스페셜))

사라 제인 스미스의 양아들. 매우 영리하며 양모인 사라 제인에게 친아들 이상으로 친근하게 대하는 인물.
- Mr. Smith (미스터 스미스) | 알렉산더 암스트롱 (성우 : 오세홍)

K-9과는 가끔씩 싸우긴 하지만 긴급한 일마다 서로 도우며 친해진 외계에서 날아온 인공지능 컴퓨터이다.
- K-9 | 존 리슨 (성우: 오인성 (시즌 2), 홍진욱 (시즌 4))

4대 닥터가 사라 제인에게 준 로봇 개로 닥터 못지 않게 아는 것이 많고 사라 제인에게 충직한 동행견이다.

#### 기타 관련 인물
- Harriet Jones (해리엇 존스) | 퍼넬러피 윌턴 (성우: 최문자 (시즌 1 ~ 2), 차명화 (시즌 4))

영연방국의 총리로써 슬리딘의 침략 이후에 임명되었으나 실각, 달렉의 침략 시 닥터의 귀환을 위해 목숨을 던진 인물이다. 사이버스 세계에서는 대통령으로 취임한 적이 있다.
- Jenny the Time Lady (타임 레이디 제니) | 조지아 모펏 (성우 : 박지윤)

닥터의 생물학적 자녀로 콥 장군에 의해 생명이 멈추었으나 닥터가 떠난 후에 다시 소생하게 된다. 이후 제니의 행적에 대한 어떠한 정보도 닥터 후에서 제공되거나 암시되지 않는다.
- Astrid Peth (아스트리드 페스) | 카일리 미노그 (성우 : 유지원)

시즌4 크리스마스 스페셜 Voyage of the Damned에서 등장한 우주 여객선 타이타닉호의 웨이트리스로, 출신 행성은 스토(Sto)이다. 닥터를 도와 우주 여객선이 침몰하는 것을 막았음에도 마지막까지 닥터와 있지 못하는 비운의 동행자이다.
- Jackson Lakes (잭슨 레이크스) | 데이비드 모리시 (성우: 신성호)

닥터의 행세를 하고 다니는 18세기의 남자로 원래는 수학 교사로 이사를 왔으나 사이버맨의 급습으로 인해 갑작스럽게 가족을 잃고 닥터의 기억을 지니게 된 채 지낸다.
- Rosita Farisi (로지타 파리시) | Velile Tshabalala (성우: 최하나)

닥터와 다른 닥터의 도움을 받으면서 닥터와 다른 닥터에게 도움을 주는 인물로 사이버맨의 급습을 피해 아이들을 피난시키며 결단력있는 여성으로서 동행자의 자격을 지니게 된다.
- Lady Christina de Souza (레이디 크리스티나 더수자) | 미셸 라이언 (성우: 김지혜)

도벽이 있는 여성으로, 닥터와 함께 모래 사막 행성에 갇히게 된다. 닥터가 하는 일을 본 후 닥터에게 흥미를 갖고 나중에 동행자가 되기 원하지만 거절당하는 인물이다.
- Adelaide Brooke (애들레이드 브룩) | 린지 덩컨 (성우: 주희)

2059년에 화성에 첫 기지를 세운 인물로, 기지 폭발일에 닥터와 조우한다. 닥터가 자신을 살리려는 계획을 알게 된 후 닥터의 생각이 잘못되었다고 생각하며 생을 마감한다.

### 11-12대 닥터

#### 폰드 부부와 가족
- Rory Williams (로리 윌리엄스) * | 아서 다빌 (성우 : 남도형)

에이미의 남편이자 닥터의 장인으로써, 어릴때부터 에이미의 요구 대로 닥터 코스프레를 하며 에이미의 마음을 얻기 위해 노력했다. 에이미의 결혼 전날 닥터의 동행자로써 함께 여행하기 시작했으며, 시간에 빨려가 존재 자체가 지워졌다가 에이미가 기억 해 냄으로써 되돌아왔다.
- River Song / Melody Pond (리버 송 / 멜로디 폰드) * | 현재 앨릭스 킹스턴 (성우 : 최문자 (시즌 4), 손정아 (시즌 5~))

닥터의 아내이자 '타디스의 아이'라고도 불린다. 닥터 입장에서는 10대 닥터 시절 51세기의 도서관 행성을 발굴하러 온 고고학 교수로 처음 만났으며, 리버 송의 입장에서는 아주 어릴적에 '자신에 대해 모든 것을 알고 있는 남자' 로 처음 만났다. 제 2의 빅뱅 사건때 처음 잉태된 그녀는 이후 출생 직후 '사일런스'라는 의문의 종교 집단에 납치되어 닥터를 살해하도록 세뇌당한다. 이후 두번의 재생성 끝에 닥터와 자신과의 관계를 깨닫고 자신의 재생성 에너지를 죽어가는 닥터에게 모두 주기도 하지만, 결국 자신의 운명을 거스르지 못하고 닥터를 살해 한 혐의로 은하계 감옥인 스톰케이지 감옥에 갇히게 된다. 닥터와는 대체적인 시간 흐름이 역으로 흐르기 때문에 '닥터의 미래' 라고도 불린다.
폭주해버려 자폭 직전의 도서관 행성을 구하기 위해 닥터가 희생하려 하지만 닥터를 기절시키고 자신의 대신 희생한다. 하지만 닥터가 주었다던 Sonic Screw Driver에 리버 송의 의식이 남아있어 닥터의 기지로 리버 송의 의식은 컴퓨터안에서 평화롭게 살아가게 된다. 리버 송이 죽기 전 닥터와 다녔던 곳을 얘기하는 것으로 보아선 차후의 에피소드에서 정확한 정체를 알 수 있을것으로 보인다. 5-4에선 리버송이 교수가 되기 전에 타디스를 타고 우주선을 따라가게 된다. 그리고 어떤 사원을 만나게 되고 그 사원 안이 전체가 우는 천사라는 걸 알게 된다. 우는 천사와 싸우기전 영웅을 죽인 범인이 되면서 5-5에서 우는 천사 처치후 감옥으로 가게 된다.
시즌 6-1에서 닥터의 초대장을 받고 온 미국에서 에이미, 로리와 함께 와인을 마시던 중 호수에서 나온 의문의 우주복에게 첫 번째 광선에 맞아 재성성하게 되었으나 재생성 도중에 다시 한 번 광선을 맞아 죽는 것을 보았다. 그 이전에 닥터와 자신이 지닌 일지를 비교하며 닥터가 몇 살(1103살)까지 살았고 어느 시점까지 진행을 했는지 이야기를 나누었다. 하지만 닥터가 죽은 뒤 닥터가 보낸 네 장의 초대장 중 첫 번째의 초대장이 과거의 닥터(2번째는 에이미&로리, 3번째는 리버 송, 4번째는 어느 미국인)라는 것을 알게 되고, 아직 죽음을 알지 못하는 과거의 닥터(약 906살)에게 죽음을 알리지 못하고 헤어진다.
시즌 6-7에서 에이미 폰드의 딸인 멜로디 폰드로 정체가 밝혀졌으며 6-13에서 닥터와 부부의 연을 맺게 된다.
시즌 7-5에서 멜로디 말론이란 이름으로 닥터 앞에 나타났으며 7-13에서 클라라를 만나 닥터와의 인연을 말해준다.
시즌 4에서 닥터가 소지하고 있는 닥터의 Sonic Screw Driver보다 업그레이드 된 Sonic Screw Driver(일명 리버송 소닉드라이버)를 소지하고 있다.

#### 크레이그 부부
- Craig Owens (크레이그 오언스) | (성우 : 사성웅)

S05E11(The Lodger) S06E11(Closing Time) 에 나온 인물.
The Lodger(하숙인) 때에는 하숙인으로 들어온 닥터의 기행을 멈추고자 하나 닥터의 기억을 공유한 이후로는 닥터를 항상 믿으며 Closing Time(폐점 시간) 때에는 동행자 역할을 수행하며 닥터를 보좌한다.
- Sophie Alfred (소피 알프레드) | (성우 : 김희선)

S05E11(The Lodger) S06E11(Closing Time) 에 나온 인물.
The Lodger(하숙인) 때에는 하숙인으로 들어온 닥터의 기행이 시작되기 전부터 좋아한 크레이그와 결혼을 하면서 부부로 이뤄지게 되고 Closing Time(폐점 시간) 때에는 아기를 크레이그에 맡기며 외출한다.

#### 은혜입은 자들
- Dorium Maldovar (도리엄 맬도버) (성우:유해무)
- Lorna Bucket (로나 버킷)
- Commander Strax (스트랙스 장군) (성우:서문석)
- Madame Vastra (마담 바스트라) (성우:오수경)
- Jenny Flint (제니 플린트) (성우:이미연)

#### 기타 관련 인물
- Kazran Sardick (카즈란 사딕)
- Abigail Pettigrew (애비게일 페티그루)
- Canton Delaware III (캔턴 델라웨어 3세) (성우:임채헌)
- Madge Arwell (매지 아월) (성우:오수경)
- The Handle the Cyberman's head (더 핸들/손잡이) (성우:남도형)

## 동행자 목록
- (영어) en:Template:Doctor Who companions